# Pusoma-ügy
A Pusoma-ügy egy 1993-as ivádi bűncselekmény és következményeinek közkeletű megnevezése. Amikor brutális gyilkosság áldozata lett egy idős ember, a nyomozók a falu rosszát, Pusoma Dénes cigány származású fiatalembert gyanúsították. Az áldozat szobájának a fala is véres volt, az idős embert szinte felismerhetetlenségig ütötték. Pusoma ruháján nem volt vérfolt. A kihallgató nyomozók rávették a vallomásra az iskolázatlan embert. Végül bűnösnek találta a bíróság, hat évre elítélték.
Két év után, 1996-ban a nyomozók elfogták az igazi gyilkost, Danó Alexet, így utóbb kiderült, a gyanú, a vád és az ítélet mind tévedés volt. Pusomát szabadon engedték. Az eljárás során édesanyja meghalt, így üres lakásba érkezett haza.  A faluja nem fogadta vissza, munkát nem kapott. Egy ügyvéd (dr. Magyar Elemér) megpróbált kártérítést kiperelni az államtól. Pusoma a börtön után alkalmi munkákból élt, és uzsorakölcsönöket is felvett, amelyeket a remélt kártérítésből akart visszafizetni. A pert azonban elvesztette, majd 17 hónappal a szabadlábra kerülése után, 1997 augusztusában kiment a temetőbe, és felakasztotta magát.

## Részletek
A rendőrségi nyomozás három bizonyítékot tárt fel:
1. Pusoma Dénes szagmintája az áldozat lakásában
2. Egy értelmi fogyatékos „szemtanú” vallomása, akinek a beszédét nem lehetett érteni, ezért a nővére tolmácsolta a szavait.
3. Pusoma Dénesnek az előzetes letartóztatásban a rendőrséghez írt levele, amit a cellájába tett rendőrségi spiclinek adott át. A spicli rabtárs egyezségre törekedett a rendőrséggel, ezért a beismerő levél keletkezésének körülményei kétségesek.[3]

A rendőrségi nyomozás során összezavarták, megtörték, a megismételt kihallgatásokon ellentmondásba kergették Pusomát. A bírósági eljáráson megjelent falubeliek tanúvallomásából kiderült, hogy nem szeretik, gyűlölik Pusoma Dénest. A kirendelt védő nem is igyekezett segítséget adni ahhoz, hogy Pusoma Dénes megértse a bírósági tárgyaláson elhangzottakat, a hivatalos nyelvezetet, nem is fellebbezett.
Az igazi gyilkost, Danó Alexet a rokonai egy betörés után, szabadulásért cserébe dobták fel a fővárosban.
Egy, a téves ítéletek okait elemző angolszász tanulmány szerint a téves ítéleteknek általában a következő okai vannak:
- A társadalomnak egy személlyel, népcsoporttal szembeni ellenszenve (előítélet)
- A közvélemény nyomása
- Meggyőző bizonyítékok hiánya
- A rendőrségnek, az ügyészségnek, a bíróságnak az összejátszása (nem szavahihető tanúk használata)
- Megbízhatatlan szakértői vélemények
- A bizonyítékok megszerzésének jogszerűtlensége
- Hatékony védelem hiánya

Ezek a körülmények mind jelen voltak a Pusoma-ügyben.
A kártérítési igényt az akkor hatályban lévő 1973. évi I. törvény 383. § (3) bekezdés b) pontjára hivatkozva utasították el, amely kimondta, hogy nem jár kártérítés annak, aki neki felróhatóan okot szolgáltatott arra, hogy a bűncselekmény gyanúja reá terelődjék, Ennek a rendelkezésnek a hatályon kívül helyezése érdekben a Pusoma Dénes kártérítései perében eljáró ügyvéd harcot indított, és ennek eredményeképp az Alkotmánybíróság ezt a rendelkezést 2003-ban, a 41/2003. (VII. 2.) AB határozattal megsemmisítette. (Maga az egész jogszabály sincs már hatályban. Jelenleg a büntetőeljárást, a 2017. évi XC. törvény szabályozza.)
Pusoma Dénes nagyon szegény, alkalmi munkákból tengődő cigány férfi volt egy falu társadalmának perifériáján, akit furcsa, időnként agresszív, máskor érthetetlen viselkedése miatt sokan kerültek a faluban. Később a nyomozók és a bíróság is csak gyanakvásának alapját látta megerősödni Pusoma Dénes fura viselkedésében.

## Az ügy művészi feldolgozása
- Fekete fehér – dráma; Író: dr. Magyar Elemér[12]  (BBS-INFO Könyvkiadó és Informatikai Kft. 2005.);
- Daráló – dokumentumfilm (2005.) Rendező: Komenczi Norbert[13]
- Nincs kegyelem (2007.) – dokumentarista játékfilm[14]  Rendező: Ragályi Elemér; forgatókönyvíró: dr. Magyar Elemér és Ragályi Elemér;  A film az elkészülte után nehezen került nyilvánosságra. Csak egy évvel utána jelent meg a mozikban és a filmszemlén. A rendezőnek az volt a félelme a téma fellelése és a film megjelenése között, hogy aktualitását veszti a film.